# Borzești, Bacău
Borzești (în maghiară Borzfalva) este o localitate componentă a municipiului Onești din județul Bacău, Moldova, România. Aici s-a născut domnitorul Ștefan cel Mare, aproximativ între 1438–1439.

## Etimologie
Potrivit lui Nicolae Iorga, denumirea localității Borzești provine dintr-o limbă turcică, fiind asemănătoare cu numele Borz, Borzea, Borcea, Borș. Tot după acesta, numele provine de la Borzul (Bortz, Borč), șef cuman la 1211. În limba turcă borz înseamnă „datorie” iar în limba maghiară „bursuc”.
Toponimul Borzești a fost întâlnit în teritoriul Principatului Moldovei:
- Borzești, sat în județul Bacău, plasa Tazlăul de Jos, cu moșia cu același nume, pe care se află balta Borzânca și dealul Borzei. A aparținut vornicului Ștefănică Roset și ulterior lui Vasile Alecsandri;[7]
- Borzești, moșie în județul Bacău, plasa Tazlăul de Sus, comuna Băhnășeni, cu pădurea Borzești și pârâul Borzești;[7]
- Borzești, comună rurală în județul Dorohoi, plasa Bașăul, cu satul Borzești de pe moșia care a fost a mănăstirii Dragomirna din Bucovina până la 1785;[7]
- Borzești, sat în județul Cahul, plasa Tigheci;[7]
- Borzești, pârâu în județul Cahul, lângă satul cu același nume, ce primește pârâul Șamalia și se varsă în râul Ialpugel;[7]
- Borzești, vale ce avea scopul la 1781 de hotar al Moldovei cu Bugeacul;[7]
- Borzenca, baltă în județul Bacău, plasa Tazlăul de Jos, comuna Râpele, pe teritoriul satului Borzești;[7]
- Borzei, deal în aceeași comună;[7]
- Borzoia, pod peste pârâul Ioanei, comuna Curtești, Botoșani.[7]

S-a mai menționat o posibilă etimologie a termenilor românești Borz și Borzea din adjectivul din limba rusă sau malorusă pentru „repede”, „ager”, „sprinten”, din limba slavă veche, însă potrivit lui Constantin I. Istrati, termenul pare a proveni din expresia din limba maghiară borzas, cu semnificația de „zbârlit”, din care borz înseamnă „bursuc” sau „viezure”. August Treboniu Laurian și Ion C. Massim au găsit originea termenilor Borză, Borzoiu, Burzoiu și Borzosiu-a în limba maghiară, cu înțelesul „păros”, „flocos”, „zbârlit”. Istrati a mai menționat variantele borzu și burdiu, din care au apărut variantele augmentative burzoi și borzoșiu. Această etimologie este întărită și de existența, în zonele din județul Bacău unde a fost întâlnit numele, a populației maghiare, întâlnită și sub numele de ceangăi.

## Istoric
Componența etnică a satului Borzești (1930)
     Români (73,8%)
     Maghiari (ceangăi) (26,2%)
Componența confesională a satului Borzești (1930)
     Ortodocși (70,6%)
     Romano-catolici (29,4%)
La sfârșitul secolului al XIX-lea satul Borzești era alipit comunei Râpile din plasa Tazlăul de Jos, fiind situat pe partea dreaptă a râului Trotuș, dincolo de calea ferată și șoseaua spre Focșani și la o depărtare de 4650 metri de satul Râpile. Satul Borzești la rândul lui era compus din Borzești Clăcași și Borzești Răzeși (denumit și Crucea de piatră). În Borzești Clăcași se afla biserica construită de Ștefan cel Mare, începând din 1493, fiind deservită de un preot și doi cântăreți.
Moșia a aparținut până la moarte poetului Vasile Alecsandri, fiind păstrate casele boierești.
În anul 1891 niciun copil de vârstă școlară din sat, în număr de 38, nu a urmat școala de stat.
Potrivit recensământului din 1930, după etnie, dintr-un total de 248 de oameni în satul Borzești aflat în plasa Oituz existau 183 de români și 65 de maghiari. După religie, existau 175 de creștin-ortodocși și 73 de romano-catolici.

## Biserica
Borzești este locul unde s-a născut și a copilărit Ștefan cel Mare. El a ctitorit împreună cu fiul său cel mare, Alexandru, biserica cu hramul „Adormirea Maicii Domnului”. A fost construită între 9 iulie 1493 și 12 octombrie 1494. Figurează pe Lista monumentelor istorice din județul Bacău sub codul BC-II-m-A-00797.

## Industrie
Construcția Combinatului Chimic Borzești a fost începută în anul 1954, în 1959 intrat în funcțiune prima instalație, fabrica de oxigen, care asigura oxigenul necesar lucrărilor de construcții de pe platforma industrială și de pe șantierele din oraș. Apoi s-au realizat instalațiile de detoxan și monoclorbenzen, după care în 1960 au fost puse în funcțiune uzina de sodă caustică cu instalațiile: electroliza cu diafragmă, clor lichid, acid clorhidric, evaporare-topire și instalațiile pentru fabricarea clorurii de var și a hexacloranului.
Primul director al combinatului Chimic Borzești a fost Costache Sava. O parte din personalul Combinatului Chimic Borzești a fost pregătit la Uzina Chimică Turda (pusă în funcțiune în 1913 și reconstruită după distrugerile din cel de-al Doilea Război Mondial în 1946) care avea un profil de producție asemănător.